# آرامگاه عبدالبهاء

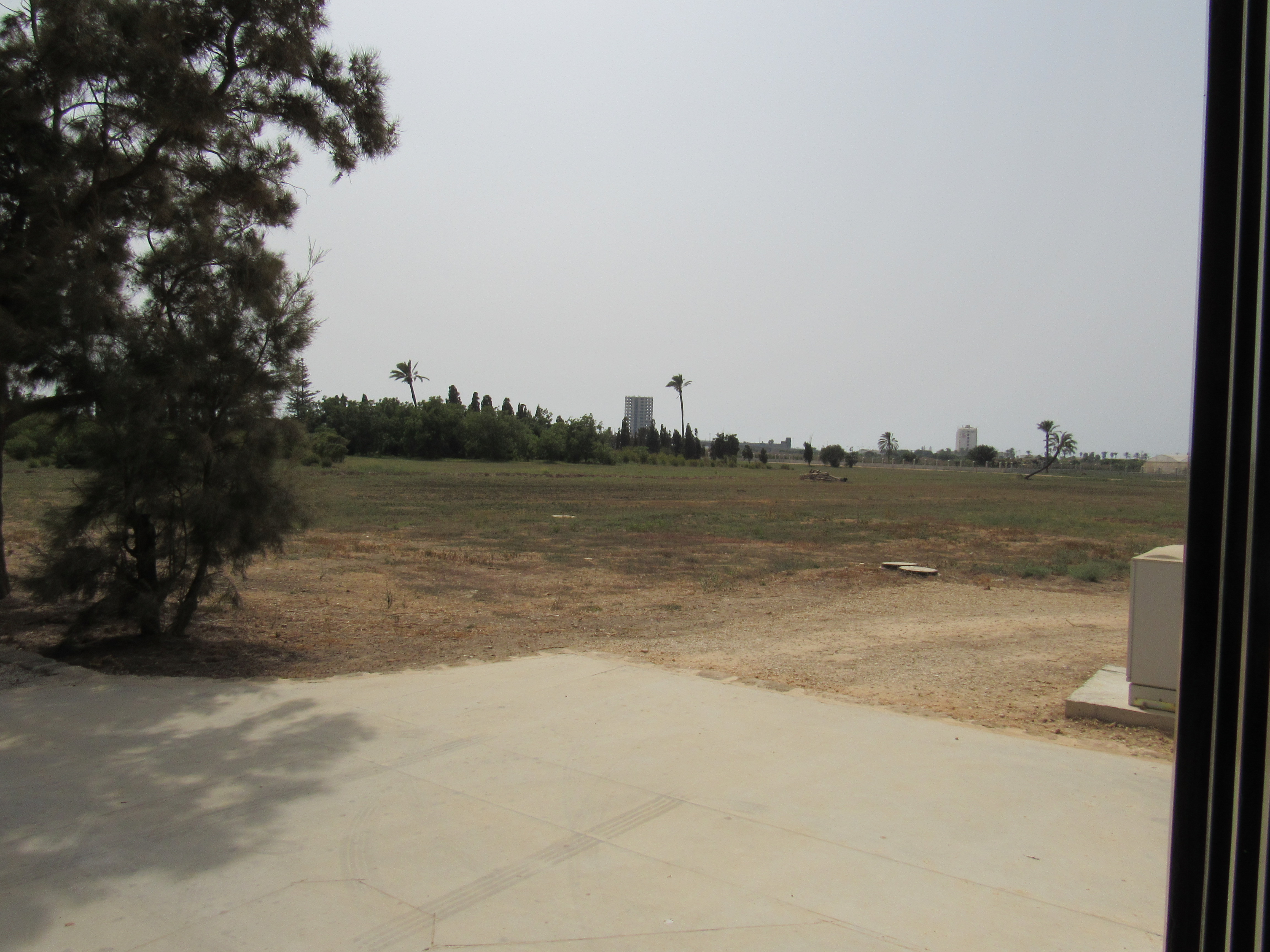
آرامگاه عبد ابهاء - اسرائیل

آرامگاه عبدالبهاء مکانی واقع در اسرائیل است که پیکر عبدالبهاء —یکی از شخصیت‌های محوری آئین بهائی— به آرامگاه نهایی خود منتقل خواهد شد. از زمان فوت او در سال ۱۹۲۱ میلادی، پیکر او در اتاقی در مقام اعلی واقع در حیفا قرار گرفته‌است.

## در ارض اقدس
بیت العدل اعظم در ۲۰ آوریل ۲۰۱۹ اعلام نمود که زمان ساختن آرام‌گاهی دائمی برای عبدالبهاء فرا رسیده‌است و افزود:
… از عالم بهائی دعوت می‌کنیم که به ساخت مقامی پردازد که محلّ استقرار ابدی آن رمس... گردد.  این بنا در مجاورت باغ رضوان، در زمینی که به قدوم [بهاءالله] متبرّک گردیده، ساخته خواهد شد و بدین ترتیب مرقد... عبدالبهاء در مسیر آن هلالی که اعتاب مقدّسه در عکّا و حیفا را به هم متّصل می‌نماید قرار خواهد گرفت.  تکمیل نقشه‌های معماری در حال پیشرفت است و در ماه‌های آینده اطّلاعات بیشتری را در این زمینه... در میان خواهیم گذاشت.
در تاریخ ۷ مه ۲۰۱۹، حسین امانت به عنوان طرّاح و معمار آرامگاه جدید انتخاب شد. در ۲۰ سپتامبر ۲۰۱۹، بیت‌ العدل اعظم از طرح آرام‌گاه رونمایی کرد.
در ۸ آوریل ۲۰۲۲، آتش‌سوزی عمده‌ای در محلّ بنای ساختمان آرامگاه عبدالبهاء رخ داد. و آن زمانی رخ داد که وزش باد حامل جرقّهٔ الکتریکی، گنبد، داربست و فرمهای پُلی‌استایرن منبسط شده (EPS) مورد استفادهٔ قالب بتنی را مشتعل ساخت. بیت‌ العدل اعظم در پیامی اعلام کرد که کسی مجروح نشده‌است و صدمه‌ای به مکان وارد نگردیده‌است.
بیت العدل اعظم در ۴ ژوئیه ۲۰۲۲ پیشرفت‌هایی را در ارتباط با بنای مقام عبدالبهاء منتشر کرد و اعلام کرد که "اکنون با تکمیل تحقیقات [در مورد علّت آتش‌سوزی]، تأیید شده است که آتش‌سوزی بر اثر یک حادثه‌ بوده است." و "هرچند که قسمت‌های بنا شده اساساً محکم و پابرجا می‌باشند"، ولی "آزمایشات گسترده‌ای… آغاز شده است" جهت "حصول اطمینان کامل از اینکه پروژه با بالاترین استانداردهای ساختمانی و مقاصد طرح مطابقت دارد".
اگرچه تاریخ مشخّصی برای اتمام پروژه تعیین نشده امّا این حادثه باعث تأخیر قابل ملاحظه‌ای در اتمام آن خواهد شد.

## سایت‌های مربوطه
- وب سایت سرویس خبری جامعۀ جهانی بهائی، پوشش ساخت مقام.
- طرح آرام‌گاه عبدالبهاء - ویدیو.